# دير سانت غال (سويسرا)

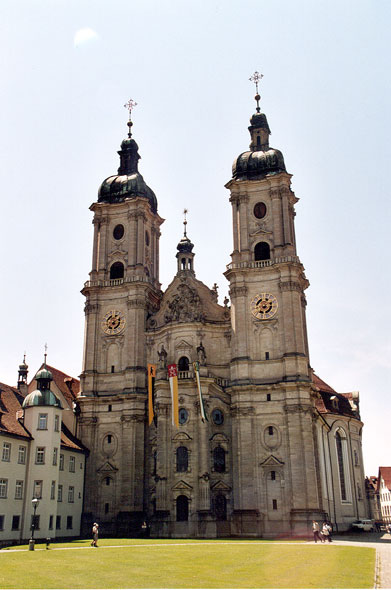
كاتدرائية سانت غالن.

دير سانت غال (بالفرنسية: Abbey of Saint Gall)‏ هي عبارة عن مجمع ديني كاثوليكي في مدينة سانت غالن في سويسرا. وقد بني الدير خلال عصر النهضة الكارولنجية منذ 719 وأصبح إمارة مستقلة بين القرن التاسع والقرن الثالث عشر، وكان لعدة قرون واحد من الأديرة البينديكتية الرئيسية في أوروبا.

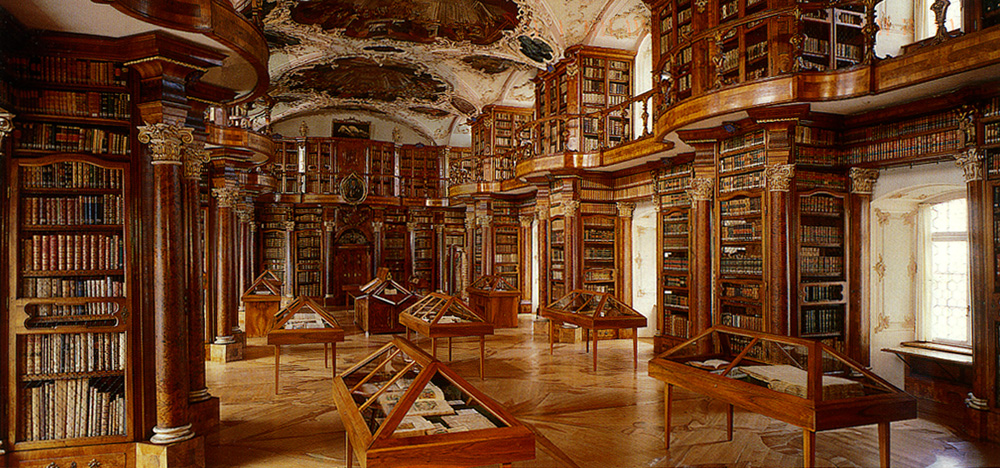
مكتبة الدير

أسس القديس أوتمار المجمع حيث نصب في سانت غال صومعة له. يحتوي الدير على مكتبة والتي تعد واحدة من أغنى المكتبات في العصور الوسطى في العالم. نشأت في مدينة سانت غال مستوطنة مجاورة للدير. بعد علمنة الدير في حوالي عام 1800 أصبح الدير السابق كاتدرائية في عام 1848. ومنذ عام 1983 أصبحت منطقة الدير من مواقع التراث العالمي لليونسكو.